# مطار أنشهون هوانغشو
مطار أنشهون هوانغشو (بالإنجليزية: Anshun Huangguoshu Airport)‏ و(بالصينية: 安顺黄果树机场) (إياتا: AVA، إيكاو: ZUAS) مطار عسكري/عام يقع بمدينة أنشون في قويتشو في الصين. يبلغ طول المدرج 2800 م .

## شركات الطيران والوجهات
| شركـات طيـران         | الوجهات                                                     |
| --------------------- | ----------------------------------------------------------- |
| طيران الصين اكسبرس    | مطار تشونغتشينغ جيانغبى الدولي، مطار هانغتشو شياوشان الدولي |
| China United Airlines | مطار بكين داشينغ الدولي                                     |
| Fuzhou Airlines       | مطار فوتشو تشانغله الدولي، مطار نينغبو ليش الدولي           |
| خطوط شاندونغ الجوية   | مطار ونزهو يونجقيانج الدولي                                 |

## وصلات خارجية
- http://www.flightstats.com/go/Airport/airportDetails.do?airportCode=AVA